# Dzień Żałoby i Nadziei
Dzień Żałoby i Nadziei (lit. Gedulo ir vilties diena) – litewskie święto państwowe obchodzone 14 czerwca na pamiątkę pierwszych wywózek zorganizowanych przez NKWD po włączeniu Litwy do ZSRR. W tym dniu flaga opuszczona w żałobie.

## Historia
Pierwszy transport z terenów Litwy na Wschód ruszył 14 czerwca 1941 roku z miejscowości Nowa Wilejka, dlatego święto obchodzone jest właśnie w tym dniu. Zazwyczaj składa się tego dnia kwiaty, wieńce i znicze przy torach kolejowych. Często w uroczystościach biorą udział przedstawiciele władz państwowych i samorządów. 

## Obchody
W tym dniu jest organizowany w Wilnie bieg na dystansie 12 km.